# Liste der Einträge im National Register of Historic Places im Craighead County

Lage des Craighead Countys in Arkansas

Die Liste der Einträge im National Register of Historic Places im Craighead County in Arkansas führt die Bauwerke und historischen Stätten im Craighead County auf, die in das National Register of Historic Places aufgenommen wurden.

## Legende
| NRHP | Historic Place    |
| HD   | Historic District |

## Aktuelle Einträge
| [ 2 ] | Name                                      | Bild                                      | Eintragsdatum                  | Lage | Ort       | Beschreibung                                                                   |
| ----- | ----------------------------------------- | ----------------------------------------- | ------------------------------ | --- | --------- | ------------------------------------------------------------------------------ |
| 1     | Arkansas State College Historic District  |                                           | 16. Mai 2024 ID-Nr. 100010315  | 2405 Aggie Road 35° 50′ 33″ N, 90° 40′ 43,7″ W                                                                         | Jonesboro |                                                                                |
| 2     | Bay Mounds                                |                                           | 14. Feb. 1978 ID-Nr. 78000582  | Adresse nicht veröffentlicht                                                                                           | Bay       |                                                                                |
| 3     | Bell House                                | Bell House                                | 7. Nov. 1976 ID-Nr. 76000398   | 303 West Cherry Street 35° 50′ 2″ N, 90° 42′ 26″ W                                                                     | Jonesboro |                                                                                |
| 4     | Berger House                              | Berger House                              | 7. Nov. 1996 ID-Nr. 96001272   | 1120 South Main Street 35° 49′ 55″ N, 90° 42′ 17″ W                                                                    | Jonesboro |                                                                                |
| 5     | Berger-Graham House                       |                                           | 10. Okt. 1985 ID-Nr. 85003006  | 1327 South Main Street 35° 49′ 43″ N, 90° 42′ 19″ W                                                                    | Jonesboro |                                                                                |
| 6     | Bridge Street Bridge                      |                                           | 10. Sep. 2020 ID-Nr. 100005580 | Bridge St. between Johnson and Cate Aves. 35° 50′ 36,2″ N, 90° 41′ 58,2″ W                                             | Jonesboro |                                                                                |
| 7     | US Sen. Hattie Caraway, Gravesite         | US Sen. Hattie Caraway, Gravesite         | 20. Sep. 2007 ID-Nr. 07000976  | Oaklawn Cemetery, 2349 West Matthews Avenue Lane 35° 50′ 15″ N, 90° 44′ 20″ W                                          | Jonesboro | Grabstätte von Hattie Caraway (1878–1950), der ersten US-Senatorin (1931–1945) |
| 8     | Citizens Bank Building                    |                                           | 15. Sep. 2020 ID-Nr. 100005581 | 100 West Washington Street 35° 50′ 18,2″ N, 90° 42′ 18,7″ W                                                            | Jonesboro |                                                                                |
| 9     | Community Center No. 1                    | Community Center No. 1                    | 23. Jan. 2008 ID-Nr. 07001422  | 1212 South Church Street 35° 50′ 0″ N, 90° 42′ 10″ W                                                                   | Jonesboro |                                                                                |
| 10    | Craighead County Courthouse               | Craighead County Courthouse               | 11. Sep. 1998 ID-Nr. 98000831  | 511 Main Street 35° 50′ 14″ N, 90° 42′ 18″ W                                                                           | Jonesboro |                                                                                |
| 11    | Craighead County Road 513C Bridge         | Craighead County Road 513C Bridge         | 18. Mai 1995 ID-Nr. 95000614   | Brücke der County Road 513C über einen Entwässerungsgraben, rund 2,5 km östlich von Dixie 35° 55′ 12″ N, 90° 25′ 23″ W | Dixie     |                                                                                |
| 12    | First National Bank Building              | First National Bank Building              | 24. Jan. 2008 ID-Nr. 07001423  | 207 West Drew Avenue 35° 53′ 31″ N, 90° 20′ 34″ W                                                                      | Monette   |                                                                                |
| 13    | Frierson House                            | Frierson House                            | 24. Apr. 1973 ID-Nr. 73000381  | 1112 South Main Street 35° 49′ 56″ N, 90° 42′ 17″ W                                                                    | Jonesboro |                                                                                |
| 14    | Fuller-Shannon House                      |                                           | 14. Sep. 2020 ID-Nr. 100005582 | 1408 Twin Oaks Avenue 35° 49′ 0,1″ N, 90° 43′ 31,1″ W                                                                  | Jonesboro |                                                                                |
| 15    | Jonesboro U.S. Post Office and Courthouse | Jonesboro U.S. Post Office and Courthouse | 29. Mai 2019 ID-Nr. 100003987  | 524 S. Church Street 35° 50′ 15,7″ N, 90° 42′ 14,8″ W                                                                  | Jonesboro |                                                                                |
| 16    | Victor Cicero Kays House                  |                                           | 23. Mai 2014 ID-Nr. 14000246   | 2506 Aggie Road 35° 50′ 33,4″ N, 90° 40′ 26″ W                                                                         | Jonesboro |                                                                                |
| 17    | Mercantile Bank Building                  | Mercantile Bank Building                  | 20. Jan. 2005 ID-Nr. 04001506  | 249 South Main Street 33° 24′ 34″ N, 90° 46′ 16″ W                                                                     | Jonesboro |                                                                                |
| 18    | Monette Water Tower                       | Monette Water Tower                       | 24. Jan. 2008 ID-Nr. 07001424  | Kreuzung von AR 139 und Texie Avenue 35° 53′ 38″ N, 90° 20′ 35″ W                                                      | Monette   |                                                                                |
| 19    | Nash-Reid-Hill House                      |                                           | 16. Aug. 1994 ID-Nr. 94000852  | 418 West Matthews Avenue 35° 50′ 9″ N, 90° 42′ 31″ W                                                                   | Jonesboro |                                                                                |
| 20    | Patteson House                            |                                           | 23. Jan. 2020 ID-Nr. 100004898 | 2801 Harrisburg Road 35° 48′ 42,5″ N, 90° 41′ 55,3″ W                                                                  | Jonesboro |                                                                                |
| 21    | St. Francis River Bridge                  | St. Francis River Bridge                  | 9. Apr. 1990 ID-Nr. 90000515   | Brücke des AR 18 über den St. Francis River 35° 49′ 14″ N, 90° 25′ 58″ W                                               | Lake City | 1998 weitgehend demontiert; nur die Hebesektion ist noch vorhanden             |
| 22    | West Washington Avenue Historic District  | West Washington Avenue Historic District  | 22. Okt. 1982 ID-Nr. 82000805  | 500-626 West Washington Avenue 35° 50′ 13″ N, 90° 42′ 39″ W                                                            | Jonesboro |                                                                                |
| 23    | Edward L. Westbrooke Building             | Edward L. Westbrooke Building             | 8. Jan. 2003 ID-Nr. 02001675   | 505 Union Street 35° 50′ 16″ N, 90° 42′ 21″ W                                                                          | Jonesboro |                                                                                |